# Портрет Александра Яковлевича Княжнина
«Портрет Александра Яковлевича Княжнина» — картина Джорджа Доу и его мастерской, из Военной галереи Зимнего дворца.
Картина представляет собой погрудный портрет генерал-майора Александра Яковлевича Княжнина из состава Военной галереи Зимнего дворца.
К началу Отечественной войны 1812 года полковник Княжнин командовал 2-й бригадой 27-й пехотной дивизии, участвовал во многих сражениях при отражении нашествия Наполеона, в бою при защите Шевардинского редута был тяжело ранен и за отличие произведён в генерал-майоры; из-за ран оставил армию и в дальнейших военных действиях не участвовал.
Изображён в генеральском мундире, введённом для пехотных генералов 7 мая 1817 года, на плечи наброшена меховая шинель. Слева на груди звезда ордена Св. Анны 1-й степени с алмазами; по борту мундира крест ордена Св. Владимира 2-й степени; справа на груди крест ордена Св. Георгия 4-го класса, серебряная медаль «В память Отечественной войны 1812 года» на Андреевской ленте и звезда ордена Св. Владимира 2-й степени. С тыльной стороны картины надписи: Kniajnine 1st и Geo Dawe RA pinxt . Подпись на раме: А. Я. Княжнинъ 1й, Генералъ Маiоръ.
7 августа 1820 года Комитетом Главного штаба по аттестации Княжнин был включён в список «генералов, заслуживающих быть написанными в галерею». Гонорар Доу был выплачен 17 декабря 1819 года и 14 апреля 1820 года. Готовый портрет поступил в Эрмитаж 7 сентября 1825 года. Поскольку на портрете изображены крест и звезда ордена Св. Владимира 2-й степени, которым Княжнин был награждён 12 февраля 1823 года, то галерейный портрет был закончен после этой даты.
В 1840-е годы в мастерской И. П. Песоцкого по рисунку с портрета была сделана литография, опубликованная в книге «Император Александр I и его сподвижники» и впоследствии неоднократно репродуцированная.